# Елліот Андерсон
Елліот Андерсон (англ. Elliot Anderson; нар. 6 листопада 2002) — шотландський футболіст, півзахисник клубу «Ноттінгем Форест».

## Клубна кар'єра
Уродженець Вітлі-Бей, графство Тайн-енд-Вір), Андерсон виступав за дитячу команду «Воллсенд Бойз», у віці восьми років приєднався до футбольної академії «Ньюкасл Юнайтед». У листопаді 2019 року підписав із клубом свій перший професійний контракт. 9 січня 2021 дебютував в основному складі «сорок» у матчі Кубка Англії проти «Арсеналу». 18 січня 2021 року дебютував у Прем'єр-лізі, знову в матчі проти «Арсеналу».
31 січня 2022 року Андерсон відправився в оренду в клуб Другої ліги «Бристоль Роверз» до кінця сезону 2021/22. Після гри проти «Колчестер Юнайтед», в якій Андерсон забив переможний гол, головний тренер клубу Джої Бартон порівняв стиль гри Елліота з Дієго Марадоною. За підсумками березня гол Андерсона після сольного проходу у ворота «Гаррогейт Таун» був визнаний найкращим голом місяця в Другій лізі. У травні Андерсон отримав приз найкращому молодому гравцю в Англійській футбольній лізі за квітень, коли він забив 3 голи і зробив 2 гольові передачі в 6 матчах, а також приз найкращому гравцю Другої ліги у квітні.
У вересні 2022 року Андерсон підписав новий довгостроковий контракт з «Ньюкасл Юнайтед».
1 липня 2024 року підписав контракт на пять років з клубом «Ноттінгем Форест».

## Кар'єра у збірній
Він виступав за юнацькі збірні Шотландії, а 27 березня провів один матч за збірну Англії до 19 років.
У червні 2022 року дебютував за молодіжну збірну Шотландії до 21 року в матчі проти Бельгії (0:0).

## Досягнення

### Індивідуальні
- Гол місяця в Другій лізі Англії: березень 2022[9]
- Молодий гравець місяця Англійської Футбольної ліги: квітень 2022[10]
- Гравець місяця в Другій лізі Англії: квітень 2022[11]

### Збірні
- Чемпіон Європи серед молодіжних команд: 2025

## Особисте життя
Хоча Елліот народився в Англії, він має шотландських предків з боку бабусі по батькові, а його дід по материнській лінії, Джефф Аллен , грав на позиції лівого крайнього за «Ньюкасл Юнайтед» з 1964 по 1968 рік.